# Буртасова, Евгения Александровна
Евгения Александровна Буртасова (до апреля 2021 — Павлова; род. 9 июля 1993, Гурьевск, Кемеровская область) — российская биатлонистка, четырёхкратная чемпионка Европы, двукратная чемпионка зимней Универсиады 2015 года. Мастер спорта международного класса.

## Биография
Родилась 9 июля 1993 года в городе Гурьевск Кемеровской области. В 8 лет начала заниматься лыжными гонками (первый тренер — Андрей Евгеньевич Тропин). В 2011 году перешла в биатлон. После окончания школы переехала в Новосибирск, тренировалась под руководством Сергея Николаевича Басова.

## Карьера
Участница двух юниорских чемпионатов мира.
В 2012 году приняла участие в чемпионате мира среди юниоров в Контиолахти, где вместе с Анной Костромкиной и Екатериной Муралеевой заняла 4-е место.
На чемпионате 2014 года завоевала «золото» в спринте и «серебро» в эстафете.
Участница чемпионата мира по летнему биатлону 2014 года: 4-е место в гонке преследования и 13-е в спринте.
Чемпионка зимней Универсиады 2015 года в гонке преследования и смешанной эстафете и серебряный призёр в спринте.
Кубок IBU 2018
1-е (спринт, Уват)
3-е (индивидуальная гонка, Уват)

### Кубок мира

#### Сезон 2018/19
Дебютировала на Кубке мира 6 декабря 2018 года в индивидуальной гонке на этапе в Поклюке, где финишировала 31-й, допустив два промаха. Уже во второй своей гонке 8 декабря заняла 8-е место в спринте, отстреляв без промахов и став лучшей среди россиянок. На следующий день в гонке преследования вновь не допустила промахов, но не самая высокая скорость на лыжне не позволила подняться выше 10-го места.
13 января 2019 года на этапе Кубка мира в Оберхофе победила в составе сборной России в эстафете (вместе с Маргаритой Васильевой, Ларисой Куклиной и Екатериной Юрловой-Перхт).
В марте 2019 года дебютировала на чемпионате мира в Эстерсунде. В первой гонке чемпионата стала 4-й в смешанной эстафете в составе сборной России (вместе с Екатериной Юрловой-Перхт, Дмитрием Малышко и Александром Логиновым). В спринте заняла 24-е место (0 промахов), а в гонке преследования поднялась на 9-е место, став лучшей среди россиянок (один промах).
По итогам сезона 2018/19 Международный союз биатлонистов назвал Павлову лучшим новичком года.

#### Сезон 2020/21
В сезоне 2019/20 не выступала в Кубке мира в личных гонках. Вернулась в сборную России в сезоне 2020/21.
В первой гонке 2021 года — в спринте Оберхофа — заняла 6 место, впервые попав в цветочную церемонию.

## Статистика выступлений в Кубке мира

### Результаты выступлений
| 2020/2021 Итоги | 2020/2021 Итоги | Контиолахти | Контиолахти | Контиолахти | Контиолахти | Контиолахти | Хохфильцен | Хохфильцен | Хохфильцен | Хохфильцен | Хохфильцен | Хохфильцен | Оберхоф | Оберхоф | Оберхоф | Оберхоф | Оберхоф | Оберхоф | Оберхоф | Антхольц | Антхольц | Антхольц | ЧМ Поклюка | ЧМ Поклюка | ЧМ Поклюка | ЧМ Поклюка | ЧМ Поклюка | ЧМ Поклюка | ЧМ Поклюка | Нове-Место | Нове-Место | Нове-Место | Нове-Место | Нове-Место | Нове-Место | Нове-Место | Эстерсунд | Эстерсунд | Эстерсунд |
| Очков           | Место           | Инд         | Спр         | Спр         | Эст         | Пр          | Спр        | Эст        | Пр         | Спр        | Пр         | МС         | Спр     | Пр      | См      | ОСм     | Спр     | Эст     | МС      | Инд      | МС       | Эст      | См         | Спр        | Пр         | Инд        | ОСм        | Эст        | МС         | Эст        | Спр        | Пр         | Спр        | Пр         | См         | ОСм        | Спр       | Пр        | МС        |
| 208             | 35              | 33          | 35          | 44          | 4           | 13          | 51         | 8          | 42         | 18         | 33         | —          | 6       | 31      | —       | 9       | 43      | 4       | —       | 6        | 11       | 1        | —          | 51         | 40         | —          | 11         | 11         | —          | —          | 54         | 23         | 65         | —          | —          | —          | 49        | 55        | —         |

| 2019/2020 Итоги | 2019/2020 Итоги | Эстерсунд | Эстерсунд | Эстерсунд | Эстерсунд | Эстерсунд | Хохфильцен | Хохфильцен | Хохфильцен | Анси | Анси | Анси | Оберхоф | Оберхоф | Оберхоф | Рупольдинг | Рупольдинг | Рупольдинг | Поклюка | Поклюка | Поклюка | Поклюка | ЧМ Антхольц | ЧМ Антхольц | ЧМ Антхольц | ЧМ Антхольц | ЧМ Антхольц | ЧМ Антхольц | ЧМ Антхольц | Нове-Место | Нове-Место | Нове-Место | Контиолахти | Контиолахти | Контиолахти | Контиолахти | Холменколлен | Холменколлен | Холменколлен |
| Очков           | Место           | Сусм      | См        | Спр       | Инд       | Эст       | Спр        | Пр         | Эст        | Спр  | Пр   | МС   | Спр     | МС      | Эст     | Спр        | Эст        | Пр         | Сусм    | См      | Инд     | МС      | См          | Спр         | Пр          | Инд         | Сусм        | Эст         | МС          | Спр        | Эст        | МС         | Спр         | Пр          | Сусм        | См          | Спр          | Пр           | МС           |
| 0               | -               | —         | —         | —         | —         | —         | —          | —          | —          | —    | —    | —    | —       | —       | —       | —          | 11         | —          | —       | —       | —       | —       | —           | —           | —           | —           | —           | —           | —           | —          | —          | —          | —           | —           | отм         | отм         | отм          | отм          | отм          |

| 2018/2019 Итоги | 2018/2019 Итоги | Поклюка | Поклюка | Поклюка | Поклюка | Поклюка | Хохфильцен | Хохфильцен | Хохфильцен | Нове-Место | Нове-Место | Нове-Место | Оберхоф | Оберхоф | Оберхоф | Рупольдинг | Рупольдинг | Рупольдинг | Антхольц | Антхольц | Антхольц | Канмор | Канмор | Солт-Лейк-Сити | Солт-Лейк-Сити | Солт-Лейк-Сити | Солт-Лейк-Сити | ЧМ Эстерсунд | ЧМ Эстерсунд | ЧМ Эстерсунд | ЧМ Эстерсунд | ЧМ Эстерсунд | ЧМ Эстерсунд | ЧМ Эстерсунд | Холменколлен | Холменколлен | Холменколлен |
| Очков           | Место           | Сусм    | См      | Инд     | Спр     | Пр      | Спр        | Пр         | Эст        | Спр        | Пр         | МС         | Спр     | Пр      | Эст     | Спр        | Эст        | МС         | Спр      | Пр       | МС       | Инд    | Эст    | Спр            | Пр             | Сусм           | См             | См           | Спр          | Пр           | Инд          | Сусм         | Эст          | МС           | Спр          | Пр           | МС           |
| 232             | 33              | —       | —       | 31      | 8       | 10      | 32         | 18         | 4          | DNS        | —          | —          | 22      | 13      | 1       | 43         | —          | 28         | —        | —        | —        | —      | —      | —              | —              | —              | —              | 4            | 24           | 9            | —            | 6            | 5            | 18           | DNS          | —            | —            |

## Личная жизнь и увлечения
В свободное от тренировок время читает книги (любимая — «Дети капитана Гранта» Жюля Верна), смотрит фильмы и слушает музыку. По возможности старается навещать семью и близких людей. Активно ведёт блог в Instagram.
В апреле 2021 года вышла замуж за биатлониста Максима Буртасова и взяла его фамилию.